# Parerejo (Gading Rejo)
Parerejo is een bestuurslaag in het regentschap Pringsewu van de provincie Lampung, Indonesië. Parerejo telt 4057 inwoners (volkstelling 2010).